# Lachtan šedý
Lachtan šedý (Neophoca cinerea) je endemický ploutvonožec obývající pobřeží Austrálie, jediný druh monotypického rodu Neophoca z čeledě lachtanovitých. Jako jediní z ploutvonožců mají nesynchronní reprodukční cyklus trvající průměrně 17,5 měsíce.

## Výskyt
Páří se, rodí a vychovávají potomstvo na písečných, travnatých nebo skalnatých pobřežích okolo Západní Austrálie (asi 30 % populace) a Jižní Austrálie (asi 70 %). V 19. století se hojně vyskytovali ještě okolo břehů Victorie, Nového Jižního Walesu a Tasmánie, v současnosti jsou tam spatřeni jen vzácně. Své nepříliš rozsáhlé hnízdiště mívají na ostrůvcích jen málo vzdálených od pevniny nebo na pobřežních skaliskách. Pouze na pěti ze 73 známých hnízdišť se průměrně rodí více než stovka mláďat ročně, což představuje téměř 60 % všech narozených. Největší lokality se nacházejí u pobřeží Jižní Austrálii, jsou to: Dangerous Reef, The Pages Islands, West Waldegrave Island, Seal Bay na Kangaroo Island a Olive Island. Několik málo drobných kolonií se nachází přímo na pevnině. Preferují chráněné závětrné strany ostrovů a mělké pobřežní vody pro výuku plavání potomků. Největší kolonii na The Pages Islands tvoří asi 1650 jedinců a za sezonu je zde odchováno asi 160 mláďat. V malých koloniích bývá jen okolo 100 zvířat a rodí se tam do 30 mláďat.
Nevydávají se za potravou daleko, zdržují se převážně v kontinentálních šelfových vodách blízko své rodné kolonie na kterou se také vracejí k páření. Před bouřlivým počasím se někdy ukrývají v písečných dunách nebo ve vnitrozemí, byli spatřeni i ve vzdálenosti 9 km od pobřeží. Vylézají také na kamenité útesy až do výše 30 metrů. Jejich nejbližším příbuzným je lachtan novozélandský.

## Popis
Lachtani šedí mají poměrně velikou hlavu s dlouhou, zúženou a tupou tlamou, jejich ušní boltce jsou velmi malé a přiléhají k hlavě. Dospělí samci mají vrchol hlavy a šíjí tmavě hnědou až krémovou, hrudní a krční partie světlejší, jejich lebka je mohutnější a tělo celkově mohutnější. Samice a nedospělí samci jsou na svrchní straně těla žlutí až stříbřitě šedí, na spodní hnědí až světle žlutí. Sexuální dimorfismus se projevuje i ve velikosti. Samci měří až 2,5 m a váží 300 kg, samice dorůstají do délky okolo 1,8 m a váhy 105 kg. Mají silné přední i zadní ploutve, dokáži je složit pod sebe a vztyčit se na nich, jsou na pevné zemi velmi pohybliví. Při plavání veslují předními a kormidlují zadními.
Potravu si hledají v pobřežních vodách, potápějí se převážně do hloubky 40 až 80 metrů na dobu 2 až 4 minuty. Zaregistrovaný nejhlubší ponor činil 105 metrů a nejdelší čas ponoru byl okolo 8 minut. Soustřeďují se na mělké vody kde lapají kořist u dna, bývají to hlavně ryby, hlavonožci, korýši, malí tučňáci i želvy. Větší kořist vynášejí na povrch kde ji roztrhávají na polykatelná sousta. Lovu věnují hodně času, loví v málo úživném teplém Leeuwinově proudu který hlavně v zimě obsahuje málo potravy. Samci se při lovu vzdalují od své kolonie do 200 km, samice během kojení mláďat loví ve vzdálenosti 20 až 30 km od pobřeží.

## Rozdílnost populací
Nejpozoruhodnější u samic lachtanů šedých je doba březosti trvající až 14 měsíců a situace, že samice nevrhnou mláďata v kolonií ve stejnou dobu (synchronně), ale v rozmezí 4 až 7 měsíců. Z toho vychází průměrná doba mezi jednotlivými vrhy kolonie 17,5 měsíců. Navíc doby porodů v každé kolonii neprobíhají ve stejných měsících jako v ostatních. Mláďata lachtana šedivého se tak rodí průběžně po celý rok, v letním i zimním období. Dosud není známo, jaká okolnost tento nepravidelný a neroční cyklus vyvolává.
Ani mezi blízkými hnízdišti neprobíhá výměna samic, jejich geny se navzájem mísí jen minimálně. Geny samců jsou rozptýleny v okruhu do 200 km. Vyšetřováním genetické struktury pomoci mitochondriální DNA se zjistilo, že populace v jednotlivých koloniích jsou geneticky tak velice rozdílné, že to nemá u jiných mořských savců obdoby. Rozdělení samic do jednotlivých kolonií muselo nastat již v dávnověku a stále se striktně po další a další generace dodržuje. Mladiství i dospělí samci občas mezi blízkými koloniemi migrují.

## Rozmnožování
Samice připlouvají na břeh asi dva dny před porodem. Mláďata váží mezi 6,4 až 7,9 kg a jsou velká 62 až 68 cm. Samice asi po 10 dnech přerušuje kojení na dva a postupně více dnů a odcházívá do moře za potravou, u mláděte většinou zůstává starší "sestra". O mládě se samice stará až 18 měsíců a obvykle jej odstaví až při příštím vrhu. Pokud samice nezabřezne, kojí mládě i 40 měsíců. Někdy kojí současně potomka čerstvě narozeného i toho z minulého vrhu. Jsou známy případy, že při uhynutí samice se o mládě starala cizí.
Samice jsou schopné páření asi za týden po porodu, na což netrpělivě čekají samci bránicí své stádo 4 až 5 samic hlasitými hrdelními zvuky a výhrůžnými gesty a pohyby. Tyto zápasy podstupují vždy po návratu z krmení v moři, kdy si znovu musí vybojovat "své" samice a území. Při těchto zápasech, stejně jako při páření, je mnoho mláďat pošlapáno. Některé samice mívají mladé ob jeden rok, samci o potomstvo nejeví pražádný zájem. V prvých dvou létech se odhaduje úmrtnost zvířat na 40 až 80 %. Samice mají prvá mláďata průměrně ve 4,5 létech, samec se může pářit v 6 létech. Průměrně se dožívají 11 let.

## Ohrožení
V současnosti se odhaduje počet lachtanů šedých na 11 200 jedinců. Jsou australskými zákony považováni za vzácné a jsou zvláště chráněni. Jejich počet v 18. a 19. století následkem lovu značně poklesl a doposud se přes všechna opatření nezvýšil, je stále zhruba na stejné výši.
Druh je potenciálně ohrožen neschopnosti samic při zániku "domácí" kolonie zařadit se do kterékoliv jiné. Nepříznivou okolností je také dlouhá doba od početí do porodu výrazně zpomalující rozšiřování druhu. Z přirozených nepřátel je nejnebezpečnější žralok bílý. Největším zlem jsou pro ně ale rybáři, do jejíž sítí se často chytnou a udusí. Rybářům často vybírají ze sítí ulovené ryby nebo humry i políčené nástrahy na větší ryby.
Podle IUCN jsou lachtani šedí hodnoceni jako ohrožený druh (EN).